# Karl Nägele (Jurist)
Karl Hieronymus Nägele (* 15. Januar 1911 in Heilbronn; † 26. September 1979 in Heidelberg) war ein deutscher Jurist. Er war von 1948 bis 1976 Erster Bürgermeister von Heilbronn.

## Leben
Nägele studierte Rechts- und Wirtschaftswissenschaften und promovierte an der Universität Tübingen mit dem Thema Gerichtsverfassung und Rechtsgang in der Reichsstadt Heilbronn. Seit dem Studium war er Mitglied der katholischen Studentenverbindung K.St.V. Rechberg Tübingen. 1933 trat er in die SA ein. Der Kriegsdienst unterbrach seinen beruflichen Werdegang. Am 1. November 1948 begann er seine kommunalpolitische Tätigkeit. Der Gemeinderat der Stadt Heilbronn wählte ihn zum ersten hauptamtlichen Stellvertreter des Oberbürgermeisters und Leiter des Rechtsamtes. Bald übernahm er das Baudezernat und beschäftigte sich besonders mit der für die Stadt bedeutsamen Altstadtumlegung. In der Wiederaufbauphase der im Zweiten Weltkrieg stark zerstörten Stadt bestimmte er das Gesicht des neuen Heilbronn wesentlich mit. Im Jahre 1954 erfolgte seine Wiederwahl als Stellvertreter des Oberbürgermeisters (seit 22. Dezember 1956 mit dem Titel Erster Bürgermeister). Eine zweite einstimmige Wiederwahl durch den Gemeinderat erfolgte im Jahr 1964. Im Jahr 1967 unterlag Nägele bei der Oberbürgermeisterwahl Hans Hoffmann (SPD) im zweiten Wahlgang. 1968 wurde er Mitglied der CDU. Mit Erreichen der Altersgrenze schied er 1976 aus dem Amt aus. Ihm folgte Manfred Weinmann nach.

## Ehrenamtliche Tätigkeiten
Am 9. Mai 1953 hat Nägele mit Franziska Schmidt den Heilbronner Kreisverband der Europa-Union Deutschland gegründet und wurde deren 1. Vorsitzender. Er gab 1968 den Kreisverbandsvorsitz ab.

## Ehrungen
Neben dem Bundesverdienstkreuz am Bande, das ihm am 6. September 1976 verliehen wurde, erhielt Nägele in Anerkennung seiner Verdienste um den Wiederaufbau der kriegszerstörten Stadt Heilbronn und deren Fortentwicklung am 12. Februar 1976 den Ehrenring der Stadt Heilbronn. Nach ihm ist seit 2005 in Heilbronn die Karl-Nägele-Brücke benannt. Für seine Verdienste um die Heilbronner Europa-Union wurde er 1969 zum Ehrenmitglied der Europa-Union Heilbronn ernannt.